# Rathaus (Lorsch)

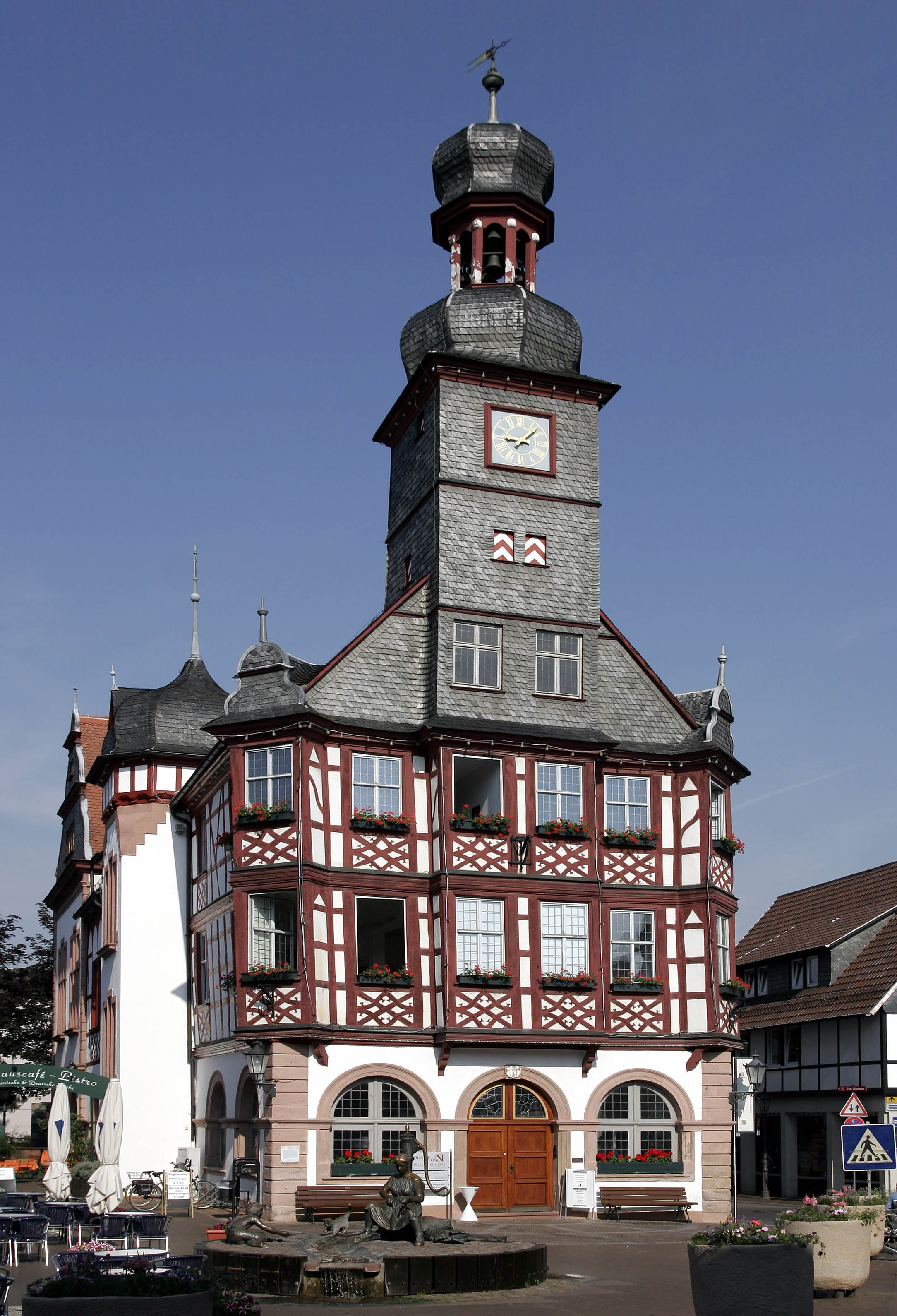
Das Rathaus Lorsch

Das historische Rathaus von Lorsch im südhessischen Landkreis Bergstraße stammt von 1715 und wurde nach Vorlage des Rathauses im benachbarten  Heppenheim gebaut. Beide Bauwerke sind bedeutende Beispiele für Fachwerkhäuser des deutschen Hochbarocks.

## Geschichte
Am Standort des Rathauses am Marktplatz in Lorsch befand sich bereits seit Mitte des 16. Jahrhunderts ein zweigeschossiger Fachwerkbau. Nachdem dieses alte Rathaus um 1700 baufällig geworden war, wurde das heutige Rathaus 1714 und 1715 nach den Bauplänen des schon rund zehn Jahre zuvor errichteten Rathauses von Heppenheim erbaut.
1902 ließ die Stadt das Rathaus von dem aus Lorsch stammenden Frankfurter Architekten Hans Rummel erweitern. In den 1930er Jahren wurde der repräsentative Nibelungensaal im oberen Stockwerk des Gebäudes mit großflächigen Wandgemälden zur Nibelungensage und zur Geschichte des Klosters Lorsch verziert. Bis 1953 war im Erdgeschoss die Freiwillige Feuerwehr der Stadt untergebracht, bis 1979 hatte in den oberen Stockwerken die Stadtverwaltung ihren Sitz. Anfang der 1980er Jahre wurde das historische Rathaus aufwändig renoviert. Die Feuerglocke in der Turmhaube wurde 1989 durch ein Glockenspiel mit 23 Glocken ersetzt, das täglich um 11, 12 und 17 Uhr Melodien bekannter Volkslieder spielt.
Das historische Rathaus von Lorsch steht unter Denkmalschutz und beherbergt heute unter anderem ein Café und das Fremdenverkehrsamt. Der Nibelungensaal wird als Konzert- und Sitzungssaal genutzt.

## Aussehen
Das Rathaus von Lorsch hat insgesamt drei Geschosse. Es besteht aus einem Erdgeschoss aus Sandstein und zwei Obergeschossen aus reich verziertem Fachwerk. So befinden sich an beiden Seiten und in der Mitte der östlich gelegenen Hauptfassade jeweils Erker, der mittlere Erker wird von einem Turm mit Doppelhaube gekrönt. Die Turmfassaden, die Turmhaube und das Dach des Gebäudes sind mit Schiefer gedeckt. Der Turm trägt an der Nord- und an der Ostseite eine Uhr, in der Turmhaube befindet sich das Glockenspiel.

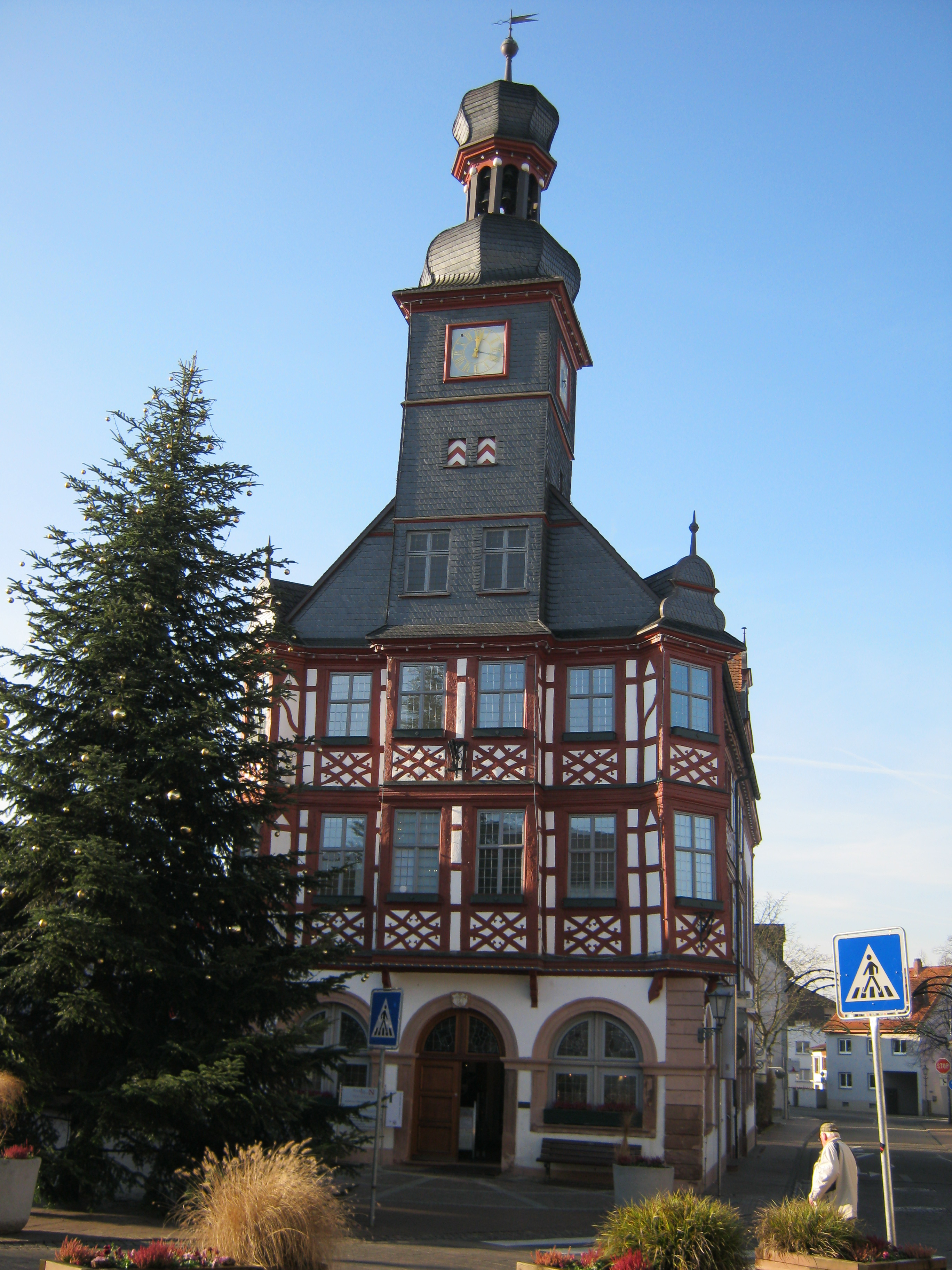
Das Rathaus Lorsch im Winter
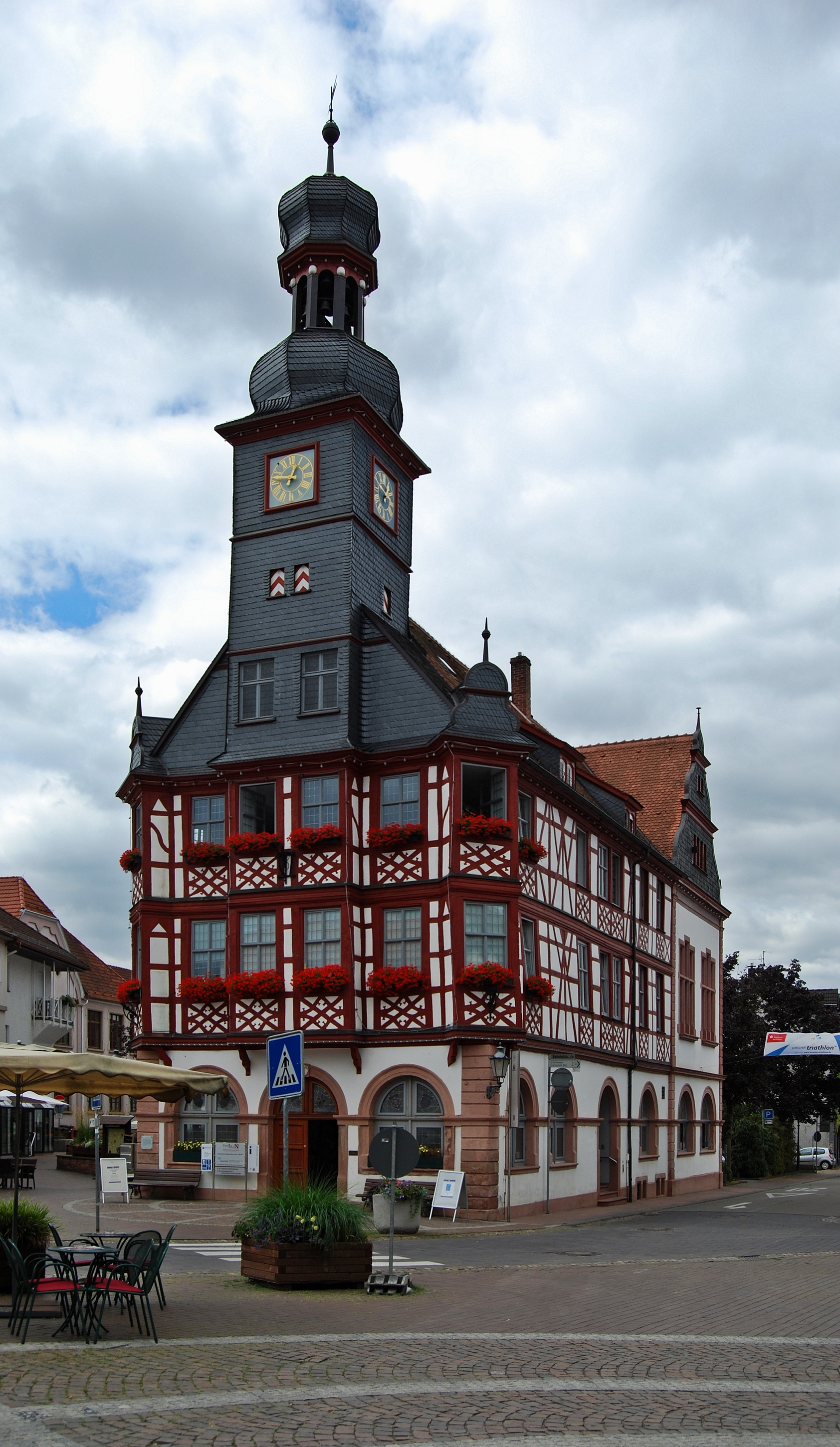
Das Rathaus Lorsch im Sommer
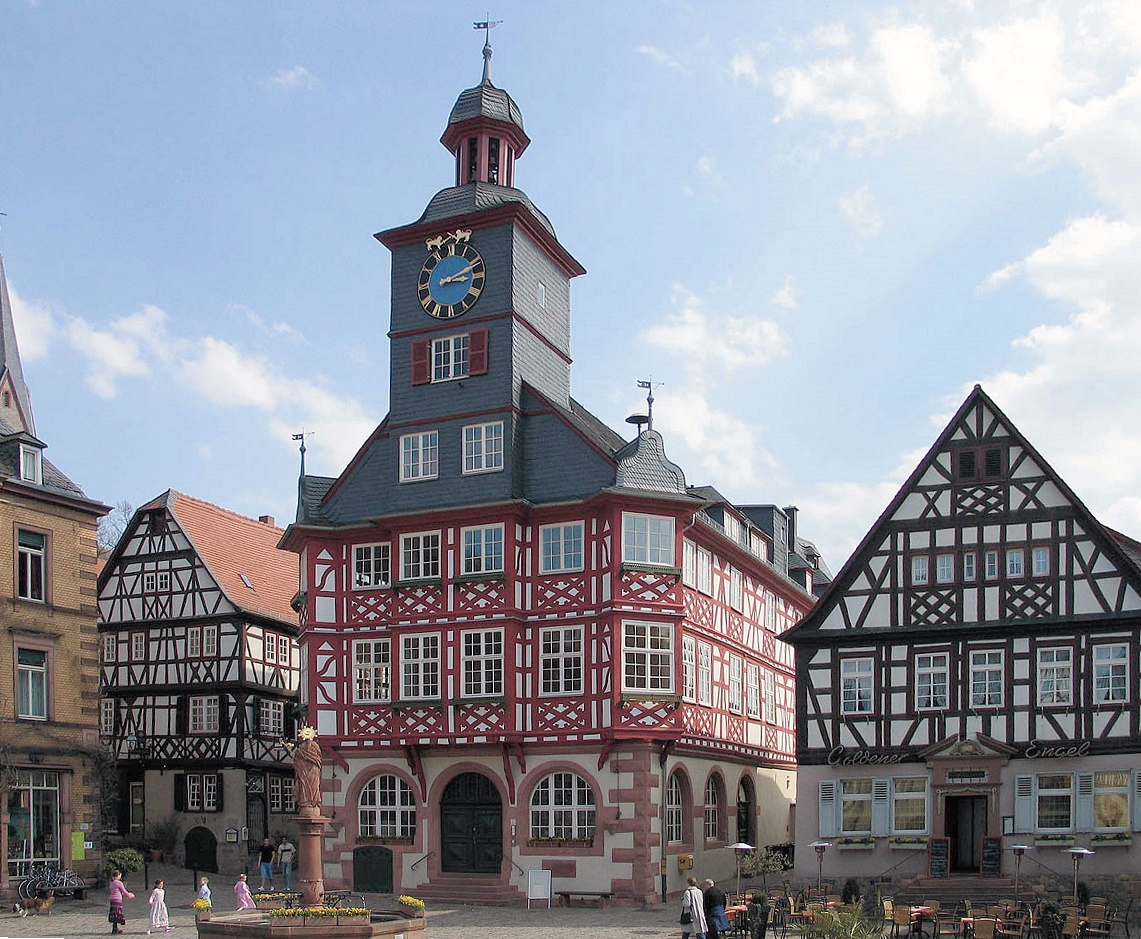
Das nahezu baugleiche Rathaus in Heppenheim